# Rouvray (Yonne)
Rouvray és un municipi francès, situat al departament del Yonne i a la regió de Borgonya - Franc Comtat. L'any 2007 tenia 348 habitants.

## Demografia

### Població
El 2007 la població de fet de Rouvray era de 348 persones. Hi havia 132 famílies, de les quals 28 eren unipersonals (16 homes vivint sols i 12 dones vivint soles), 48 parelles sense fills i 56 parelles amb fills.
La població ha evolucionat segons el següent gràfic:
Habitants censats

### Habitatges
El 2007 hi havia 144 habitatges, 132 eren l'habitatge principal de la família, 9 eren segones residències i 3 estaven desocupats. 137 eren cases i 6 eren apartaments. Dels 132 habitatges principals, 121 estaven ocupats pels seus propietaris, 8 estaven llogats i ocupats pels llogaters i 3 estaven cedits a títol gratuït; 2 tenien una cambra, 6 en tenien dues, 15 en tenien tres, 29 en tenien quatre i 80 en tenien cinc o més. 109 habitatges disposaven pel capbaix d'una plaça de pàrquing. A 46 habitatges hi havia un automòbil i a 81 n'hi havia dos o més.

### Piràmide de població
La piràmide de població per edats i sexe el 2009 era:
| Homes | Edats   | Dones |
| ----- | ------- | ----- |
| 0     | 95 o +  | 0     |
| 0     | 90 a 94 | 0     |
| 0     | 85 a 89 | 0     |
| 0     | 80 a 84 | 4     |
| 0     | 75 a 79 | 0     |
| 8     | 70 a 74 | 4     |
| 0     | 65 a 69 | 0     |
| 16    | 60 a 64 | 8     |
| 0     | 55 a 59 | 4     |
| 8     | 50 a 54 | 8     |
| 16    | 45 a 49 | 16    |
| 8     | 40 a 44 | 8     |
| 20    | 35 a 39 | 16    |
| 16    | 30 a 34 | 12    |
| 8     | 25 a 29 | 8     |
| 4     | 20 a 24 | 0     |
| 16    | 15 a 19 | 12    |
| 4     | 10 a 14 | 12    |
| 8     | 5 a 9   | 12    |
| 16    | 0 a 4   | 12    |

## Economia
El 2007 la població en edat de treballar era de 232 persones, 193 eren actives i 39 eren inactives. De les 193 persones actives 183 estaven ocupades (94 homes i 89 dones) i 10 estaven aturades (5 homes i 5 dones). De les 39 persones inactives 14 estaven jubilades, 14 estaven estudiant i 11 estaven classificades com a «altres inactius».

### Ingressos
El 2009 a Rouvray hi havia 138 unitats fiscals que integraven 379 persones, la mediana anual d'ingressos fiscals per persona era de 20.867 €.

### Activitats econòmiques
Dels 13 establiments que hi havia el 2007, 1 era d'una empresa de fabricació d'altres productes industrials, 4 d'empreses de construcció, 1 d'una empresa de transport, 1 d'una empresa d'hostatgeria i restauració, 2 d'empreses immobiliàries, 2 d'empreses de serveis i 2 d'empreses classificades com a «altres activitats de serveis».
Dels 5 establiments de servei als particulars que hi havia el 2009, 2 eren guixaires pintors, 1 fusteria, 1 lampisteria i 1 perruqueria.

## Equipaments sanitaris i escolars
El 2009 hi havia una escola elemental integrada dins d'un grup escolar amb les comunes properes formant una escola dispersa.

## Poblacions més properes
El següent diagrama mostra les poblacions més properes.